# Kaczka pstrodzioba
Kaczka pstrodzioba (Anas poecilorhyncha) – gatunek dużego ptaka z rodziny kaczkowatych (Anatidae). W dwóch podgatunkach zamieszkuje południową i południowo-wschodnią Azję. Nie jest zagrożony wyginięciem.

## Taksonomia
Po raz pierwszy gatunek opisał Johann Reinhold Forster w 1781 na podstawie holotypu ze Sri Lanki. Nowemu gatunkowi nadał nazwę Anas poecilorhyncha. Jest ona obecnie (2020) podtrzymywana przez Międzynarodowy Komitet Ornitologiczny (IOC). Niegdyś kaczka chińska (Anas zonorhyncha) i kaczka pstrodzioba uznawane były za jeden gatunek. IOC wyróżnia obecnie tylko dwa podgatunki kaczki pstrodziobej.

## Podgatunki i zasięg występowania
IOC wyróżnia następujące podgatunki:
- A. p. poecilorhyncha J. R. Forster, 1781 – subkontynent indyjski od doliny Indusu (Pakistan) na wschód po zachodni Asam[4]
- A. p. haringtoni (Oates, 1907) – wschodni Asam i Mjanma na wschód po południowe Chiny i południowy Wietnam[4]

## Morfologia
Długość ciała wynosi 58–63 cm, rozpiętość skrzydeł 83–94 cm, masa ciała samców 1230–1500 g, samic 790–1360 g. W upierzeniu dymorfizm płciowy prawie nie występuje. Ptaki podgatunku A. p. haringtoni wyróżniają się białymi krawędziami piór, które nadają im łuskowany wygląd. Ciemię czarne, u samic bardziej paskowane. Od dzioba przez oko biegnie biały pas. Policzki jasnokremowe, niemal białe, upstrzone licznymi ciemnymi kropkami Broda i gardło brudnobiałe. Większość pozostałego upierzenia ciemnoszara. Pióra w dolnej części szyi, piersi, górnej części grzbietu i po bokach ciała oraz barkówki mają grube obrzeżenia barwy kremowej do brudnobiałej. Tył i boki szyi jasnoszare, paskowane. Dolna część grzbietu niemal czarna, szczególnie u samców. Lotki III rzędu mają białe chorągiewki zewnętrzne. Sterówki czarnobrązowe z jaśniejszymi krawędziami. Spód ciała jasny, mniej paskowany i kropkowany od wierzchnich części ciała. Okolice kloaki i pokrywy podogonowe mają barwę od brązowej po czarną. Dziób czarny z nasadą koloru od pomarańczowego do czerwonego i z żółtą końcówką.

## Ekologia i zachowanie
Kaczki pstrodziobe zamieszkują płytkie słodkowodne jeziora i mokradła, rzadziej spotykane bywają także na rzekach. Żywią się głównie materią roślinną: nasionami i źdźbłami traw, cibor i roślinności wodnej. Okazjonalnie zjadają owady wodne i ich larwy. Pora lęgów zmienna w zależności od miejsca występowania; w północnych Indiach okres lęgowy trwa od czerwca do października, w południowych Indiach od listopada do grudnia. Gniazdo najczęściej ulokowane jest na ziemi. Zniesienie liczy od 3 do 14 jaj. Wymiary średnie dla 127 jaj: 49–61 na 37–44 mm. Inkubacja trwa 24–28 dni (zależnie od źródła).

## Status
IUCN uznaje kaczkę pstrodziobą za gatunek najmniejszej troski (LC, Least Concern) nieprzerwanie od 2011 roku (stan w 2017).